# Предаване на данни
Предаване и приемане на данни, или в по-широк смисъл комуникация на данни или цифрова комуникация, е процесът на предаване, пренасяне и приемане на данни под формата на цифров поток от битове или цифровизиран аналогов сигнал по комуникационен канал. Примери за такива канали са медни проводници, оптични влакна, безжична комуникация, използваща радиочестотен спектър, носители за съхранение на данни и компютърни шини. Данните се представят като някакъв вид електромагнитен сигнал, например електрическо напрежение, радиовълнов или инфрачервен сигнал.
Аналоговото предаване е метод за предаване на глас, данни, изображение, сигнал или видео информация с помощта на непрекъснат сигнал, който варира по амплитуда, фаза или някакво друго свойство, пропорционално на променливата. Съобщенията са представени или чрез поредица от импулси посредством линеен код (предаване в базова лента (бейсбенд) или немодулиран сигнал), или чрез ограничен набор от непрекъснато променящи се вълнови форми (предаване в лента на пропускане или модулиран сигнал), като се използва метод на цифрова модулация. Модулацията на честотната лента и съответната демодулация се извършват от модемно оборудване. Съгласно най-разпространената дефиниция за цифрово предаване се счита цифров сигнал, представляващ потоци от битове, независимо дали е модулиран или немодулиран. Съществува и алтернативна дефиниция, която разглежда като цифрово предаване само немодулиран сигнал, а предаването на модулирани цифрови данни разглежда като форма на цифрово-аналогово преобразуване.
Предаваните данни могат да бъдат цифрови съобщения, произхождащи от източник на данни, например компютър или компютърна клавиатура. Може да бъде и аналогов сигнал като телефонно обаждане или видео сигнал, цифровизиран в битов поток, например чрез импулсно-кодова модулация или по-усъвършенствани схеми за компресиране на данни. Това кодиране и декодиране на сигнала от източника се извършва от кодек оборудване.

## Разграничение между близки термини
Курсовете и учебниците в областта на предаването на данни, както и цифровото предаване и цифровите комуникации имат подобно съдържание.
Цифровото предаване или предаването на данни традиционно принадлежи към областта на далекосъобщенията и електротехниката. Основните принципи на предаване на данни могат да бъдат обхванати също в темите за компютърни науки или компютърно инженерство в общата област комуникация на данни, която също включва компютърни мрежови приложения и комуникационни протоколи, например маршрутизиране, комутиране и междупроцесна комуникация. Въпреки че протоколът за контрол на предаването (TCP) включва думата предаване, той и другите протоколи на транспортния слой не се обсъждат в учебник или курс за предаване на данни, а са обект на компютърните мрежи.
В повечето учебници терминът аналогово предаване се отнася само до предаване на аналогово съобщение (без цифровизация) посредством аналогов сигнал или като немодулиран сигнал, или като сигнал, използващ метод на аналогова модулация като амплитудна (AM) или честотна (FM). Може също така да включва аналогови импулсно модулирани бейсбенд сигнали, например широчинно-импулсна модулация. В няколко книги в рамките на традицията на компютърните мрежи аналоговото предаване също се отнася до предаване на битови потоци, използвайки методи за цифрова модулация като FSK, PSK и ASK. Тези методи също са обхванати в учебниците за цифрово предаване или предаване на данни.
Теоретичните аспекти на предаването на данни са обхванати от теорията на информацията и теорията на кодирането.

## Серийно и паралелно предаване
В телекомуникациите серийното предаване е последователно предаване на сигнални елементи от някаква група, например символ, представени с битове. Цифровото серийно предаване изпраща битовете последователно по един и същ проводник, честота или оптичен път. Тъй като изисква по-малко обработка на сигнали и има по-малко шансове за грешка в сравнение с паралелното предаване, скоростта на предаване може да бъде по-голяма. Това може да се използва на по-големи разстояния, а заедно с данните лесно могат да бъдат изпратени контролна цифра или бит за четност.
Паралелното предаване предава свързани сигнални елементи едновременно по два или повече различни пътя. Използват се множество електрически проводници, които могат да предават няколко бита едновременно, което позволява по-високи скорости на трансфер на данните, отколкото могат да бъдат постигнати при серийно предаване. Този метод обикновено се използва вътрешно в компютъра, например при вътрешните шини, а понякога и външно, например към принтери. Значителен проблем в тези системи може да бъде изкривяване във времето, тъй като различните кабели неизбежно имат малко по-различни свойства, така че някои битове може да пристигнат преди други, което може да повреди съобщението. Този проблем има тенденция да се влошава с разстоянието, което прави паралелното предаване на данни по-малко надеждно за дълги разстояния.

## Комуникационни канали
Някои видове комуникационни канали включват:
- Електрическа верига за предаване на данни
- Пълен дуплекс
- Полудуплекс
- Симплекс
- Според мрежовата топология:
  - Обща шина
  - Клетъчна мрежа
  - Пръстен
  - Звезда
  - Безжична мрежа
- От точка до точка

## Асинхронно и синхронно предаване на данни
Асинхронната серийна комуникация използва стартов бит и стоп бит за обозначаване на началото и края на предаването. Този метод на предаване се използва, когато данните се изпращат периодично, за разлика от непрекъснат поток.
Синхронното предаване синхронизира скоростите на предаване както в приемащия, така и в изпращащия край на предаването с помощта на тактови сигнали. Тактът може да бъде отделен сигнал или вграден в данните. След това между двата възела се изпраща непрекъснат поток от данни. Тъй като няма начални и стоп битове, скоростта на трансфер на данни може да е по-ефективна.